# Schattberg
De Schattberg is een 2097 meter hoge berg in de Oostenrijkse deelstaat Salzburg en ligt in de Kitzbüheler Alpen. De berg heeft drie toppen: Schattberg West met een hoogte van 2096 meter, de hoogste top, soms aangeduid met Mittelgipfel van 2097 meter en Schattberg Ost met een hoogte van 2020 meter.
De berg maakt deel uit van het skigebied Saalbach-Hinterglemm. Ten behoeve van de skiërs zijn er een kabelbaan vanuit Hinterglemm naar Schattberg West, een kabelbaan vanuit Saalbach naar Schattberg Ost, een kabelbaan voor de verbinding tussen deze twee toppen en een stoeltjeslift aan de Schattberg Ost kant.